# Otters d'Érié
Les Otters d'Érié sont une franchise de hockey sur glace des États-Unis qui évolue dans la ligue junior de la Ligue de hockey de l'Ontario, ligue dépendant de la Ligue canadienne de hockey. Basée à Érié, Il s'agit de la seule équipe de la LHO à être basée en Pennsylvanie et une des trois à ne pas être située au Canada.

## Historique
La franchise arrive en Pennsylvanie en 1996, en prenant la suite du Thunder de Niagara Falls. Le club devient le deuxième club américain. La franchise existait depuis 1953 et portait alors le nom de Tiger Cubs de Hamilton. L'équipe décide de porter le nom de loutre en référence à cet animal d'eau douce qui peuple abondamment le lac Érié.
L'équipe passe ses trois premières années à se construire avant de finir la saison 1999-2000 en tête de sa division et remporte le trophée Holody. Malgré cette première place, l'équipe perd au deuxième tour des séries. Les Otters remportent deux nouveaux titres de champion de leur division en 2001 et 2002. La première année voit également l'entraîneur de l'équipe, Dave MacQueen, remporter le trophée Matt-Leyden du meilleur entraîneur de la saison alors que le directeur général de la franchise, Sherwood Bassin, remporte celui du dirigeant de la saison pour avoir battit l'équipe.
Après avoir échoué en 2001 en finale de conférence, les Otters se rendent en 2002 en finale des séries de la LHO. Ils y retrouvent les Colts de Barrie qu'ils battent quatre matchs à un pour la première Coupe J.-Ross-Robertson de champion de la ligue de leur histoire. Ils gagnent ainsi le droit de participer à la finale de la Coupe Memorial avec les autres équipes juniors de la Ligue canadienne de hockey. Ils y retrouvent Ice de Kootenay, Storm de Guelph et Tigres de Victoriaville. L'équipe termine à la deuxième place du classement mais perdent par la suite en demi-finale contre les Tigres.
L'équipe 2001-2002 est composée des joueurs suivants : T. J. Aceti, Chris Berti, Brad Bonello, Brad Boyes, Chris Campoli, Carlo Colaiacovo, Noel Coultice, Sean Courtney, Brandon Cullen, Scott Dobben, Jeff Doyle, Chris Eade, David Herring, Alex Karaulchuk, Michal Kokavec, Brian Lee, Thomas Lee, Chris Martin, Mike McKeown, Adam Munro, Cory Pecker et Mike Rice sous la direction de Dave MacQueen en tant qu'entraîneur et Bassin en tant que directeur général.

### Palmarès
- 1999-2000
  - trophée Holody de la meilleure équipe du Midwest
- 2000-2001
  - trophée Holody
  - trophée Hamilton Spectator de la meilleure équipe de la ligue (102 points)
- 2001-2002
  - trophée Holody
  - trophée Wayne-Gretzky de l'équipe championne de la conférence de l'Ouest lors des séries
  - Coupe J.-Ross-Robertson
- 2016-2017
  - trophée Holody
  - trophée Hamilton Spectator
  - trophée Wayne-Gretzky
  - Coupe J.-Ross-Robertson

## Personnalités de l'équipe

### Entraîneurs
- 1996–1997 : Chris Johnstone et Dale Dunbar
- 1997–1998 : Dale Dunbar
- 1998–1999 : Paul Theriault
- 1999 à 2006 : Dave MacQueen
- 2006 à 2007 : Peter Sidorkiewicz
- 2007 à 2013 : Robbie Ftorek
- 2013 à 2017 : Kris Knoblauch
- Depuis 2017: Chris Hartsburg

## Logos successifs

Logo de 1996/97 à 2015/16
Logo de 2016/17 à 2018/19
Logo depuis 2019/20